# Freedom (альбом Ребекки Фергюсон)
Freedom (рус. Свобода) — второй студийный альбом британской певицы Ребекки Фергюсон, выпущенный 2 декабря 2013 года в Великобритании. Альбом получил положительные отзывы от музыкальных критиков, которые похвалили её вокал и переход от влияния соула к звучанию R&B и клубной музыки.

## Предыстория
В декабре 2011 года Фергюсон выпустила свой дебютный альбом Heaven — R&B и поп-альбом с влиянием соула и танцевальной музыки. Пластинка была раскритикована музыкальными критиками и продана тиражом более 1 млн копий по всему миру. В ноябре 2012 года Фергюсон сказала, что после её турне по США в начале 2013 года, она вернётся в студию и начнёт запись второго студийного альбома, который будет выпущен в конце 2013 или начале 2014 года. Артистка считает, что Freedom сильнее и острее, чем его предшественник. В июле 2013 года она заявила через серию постов в Твиттере, что она "гордится" своим новым альбомом и что "альбом было трудно записывать". Также она раскрыла, что её дети вдохновляли её на написание песен. 22 августа 2013 года Фергюсон официально объявила, что новый альбом под названием Freedom будет выпущен 2 декабря 2013 года в Великобритании.

## Релиз
17 октября 2013 года певица представила обложку альбома. На ней изображена Ребекка, одетая в красное платье, которое имитирует моду 1970-х годов. Майк Уосс из Idolator написал об обложке альбома: "Изысканная, и её гламур возвышается до невообразимых высот напоминая Дайану Росс".

## Список композиций
| №   | Название                          | Автор(ы)                                          | Продюсер(ы) | Длительность |
| --- | --------------------------------- | ------------------------------------------------- | ----------- | ------------ |
| 1.  | «I Hope»                          | Rebecca Ferguson, Jarrad Rogers                   | Rogers      | 4:02         |
| 2.  | «Fake Smile»                      | Ferguson, Francis White                           | White       | 4:00         |
| 3.  | «Bridges» (featuring John Legend) | John Legend, Steve Robson                         | Robson      | 3:29         |
| 4.  | «My Best»                         | Ferguson, Thomas Barnes, Peter Kelleher, Ben Kohn | TMS         | 3:51         |
| 5.  | «All That I've Got»               | Ferguson, Rogers                                  | Rogers      | 3:43         |
| 6.  | «Hanging On»                      | Ferguson, Rogers                                  | Rogers      | 3:44         |
| 7.  | «My Freedom»                      | Ferguson, White                                   | White       | 3:34         |
| 8.  | «Beautiful Design»                | Ferguson, Mr Hudson                               | Mr Hudson   | 3:43         |
| 9.  | «Wonderful World»                 | Ferguson, Toby Gad                                | Gad         | 3:29         |
| 10. | «We'll Be Fine»                   | Ferguson, Rogers                                  | Rogers      | 3:40         |
| 11. | «I Choose You»                    | Ferguson, Matt Hales                              | Hales       | 3:51         |
| 12. | «Freedom»                         | Ferguson, Rogers                                  | Rogers      | 3:08         |

| №  | Название                                  | Автор(ы)               | Продюсер(ы) | Длительность |
| -- | ----------------------------------------- | ---------------------- | ----------- | ------------ |
| 1. | «Rollin'»                                 | Ferguson, Steve Booker | Booker      | 3:41         |
| 2. | «I Hope» (Live at Air Studios)            | Ferguson, Rogers       |             | 3:59         |
| 3. | «Fake Smile» (Live at Air Studios)        | Ferguson, White        |             | 3:19         |
| 4. | «All That I've Got» (Live at Air Studios) | Ferguson, Rogers       |             | 3:37         |
| 5. | «Freedom» (Live at Air Studios)           | Ferguson, Rogers       |             | 3:11         |

| №   | Название                                  | Автор(ы)         | Длительность |
| --- | ----------------------------------------- | ---------------- | ------------ |
| 18. | «All That I've Got» (Live at Air Studios) | Ferguson, Rogers | 3:38         |

| №   | Название   | Автор(ы)         | Длительность |
| --- | ---------- | ---------------- | ------------ |
| 13. | «Light On» | Ferguson, Rogers | 3:30         |

## Чарты

### Недельные чарты
| Чарт (2013)                       | Высшая позиция |
| --------------------------------- | -------------- |
| Германия (Offizielle Top 100)     | 54             |
| Ирландия (IRMA)                   | 37             |
| Шотландия (Scottish Albums Chart) | 12             |
| Швейцария (Schweizer Hitparade)   | 55             |
| Великобритания (UK Albums Chart)  | 6              |

## История релиза
| Страна         | Дата           | Версия            | Формат                    | Лейбл |
| -------------- | -------------- | ----------------- | ------------------------- | ----- |
| Ирландия       | 29 ноября 2013 | Standard · deluxe | CD · цифровая дистрибуция | RCA   |
| Великобритания | 2 декабря 2013 | Standard · deluxe | CD · цифровая дистрибуция | RCA   |